# Liste der Naturdenkmale in Mörfelden-Walldorf
Die Liste der Naturdenkmale in Mörfelden-Walldorf nennt die im Gebiet der Stadt Mörfelden-Walldorf im Kreis Groß-Gerau in Hessen gelegenen Naturdenkmale.
| Bild            | Bezeichnung                                                 | Ortsteil, Lage                                           | Beschreibung                                   | Art        | Nr. |
| --------------- | ----------------------------------------------------------- | -------------------------------------------------------- | ---------------------------------------------- | ---------- | --- |
| Fotos hochladen | 1 „Dicke Eiche“ am Tieffurtweg                              | Walldorf, Tieffurtweg 49° 59′ 56″ N, 8° 33′ 48,2″ O      |                                                | Eiche      | 002 |
| BW              | 2 Eichen „Wendelsruhe“                                      | Mörfelden 49° 59′ 1,3″ N, 8° 31′ 10,2″ O                 | 2 Eichen „Wendelsruhe“ an der Mönchsbruchwiese | Eiche      | 004 |
| BW              | 1 „Hegbacheiche“                                            | Mörfelden 49° 57′ 49,3″ N, 8° 33′ 50″ O                  |                                                | Eiche      | 005 |
| BW              | 1 „Oberwaldeiche“                                           | Mörfelden 49° 58′ 56,6″ N, 8° 36′ 59,8″ O                |                                                | Eiche      | 030 |
| BW              | 1 „Bornbrucheiche“                                          | Mörfelden 49° 58′ 25″ N, 8° 35′ 47,8″ O                  |                                                | Eiche      | 031 |
| Fotos hochladen | 1 „Gänswieseneiche“                                         | Mörfelden 49° 57′ 39,2″ N, 8° 34′ 59,9″ O                |                                                | Eiche      | 032 |
| BW              | 1 „Steinwiesenpfadeiche“                                    | Mörfelden 49° 57′ 41,4″ N, 8° 33′ 23″ O                  |                                                | Eiche      | 034 |
| BW              | 2 Speierlinge (Sorbus domestica) westlich des Vitrollesring | Mörfelden 49° 59′ 12,1″ N, 8° 33′ 18″ O                  |                                                | Speierling | 042 |
| Fotos hochladen | 1 Eiche an der RWE-Trasse                                   | Mörfelden 49° 58′ 0,5″ N, 8° 35′ 18,2″ O                 |                                                | Eiche      | 043 |
| Fotos hochladen | 1 Platane an der Waldenserkirche                            | Walldorf, Langstraße 65–67 50° 0′ 5,5″ N, 8° 34′ 25,5″ O |                                                | Platane    | 056 |
| BW              | 1 Eiche in der Lehmkautschneise                             | Mörfelden 49° 59′ 0,2″ N, 8° 32′ 36,6″ O                 |                                                | Eiche      | 072 |

## Belege
1. ↑  Naturdenkmale im Kreis Groß-Gerau. (pdf; 39 kB) Der Kreis Groß-Gerau, 15. Januar 2014, archiviert vom Original (nicht mehr online verfügbar) am 15. Februar 2016; abgerufen am 24. Januar 2016.
2. ↑  
Naturdenkmale im Kreis Groß-Gerau. (pdf; 851 kB) (Karte). Der Kreis Groß-Gerau, 15. Januar 2014, archiviert vom Original (nicht mehr online verfügbar) am 15. Februar 2016; abgerufen am 24. Januar 2016.
3. ↑  auf der Karte bezeichnet als 8

- Karte mit allen Koordinaten:
- OSM |
- WikiMap